# Lodwar
Lodwar är huvudort i distriktet Turkana i provinsen Rift Valley i Kenya. År 1999 hade staden 17 000 invånare. Staden har en flygplats, Lodwar.